# Miquel Samsó
Miquel Samsó (Gerona, 1430 - Breda, 1507) Abad catalán y diputado eclesiástico de la Diputación del General de Cataluña entre los años 1470 y 1473. 

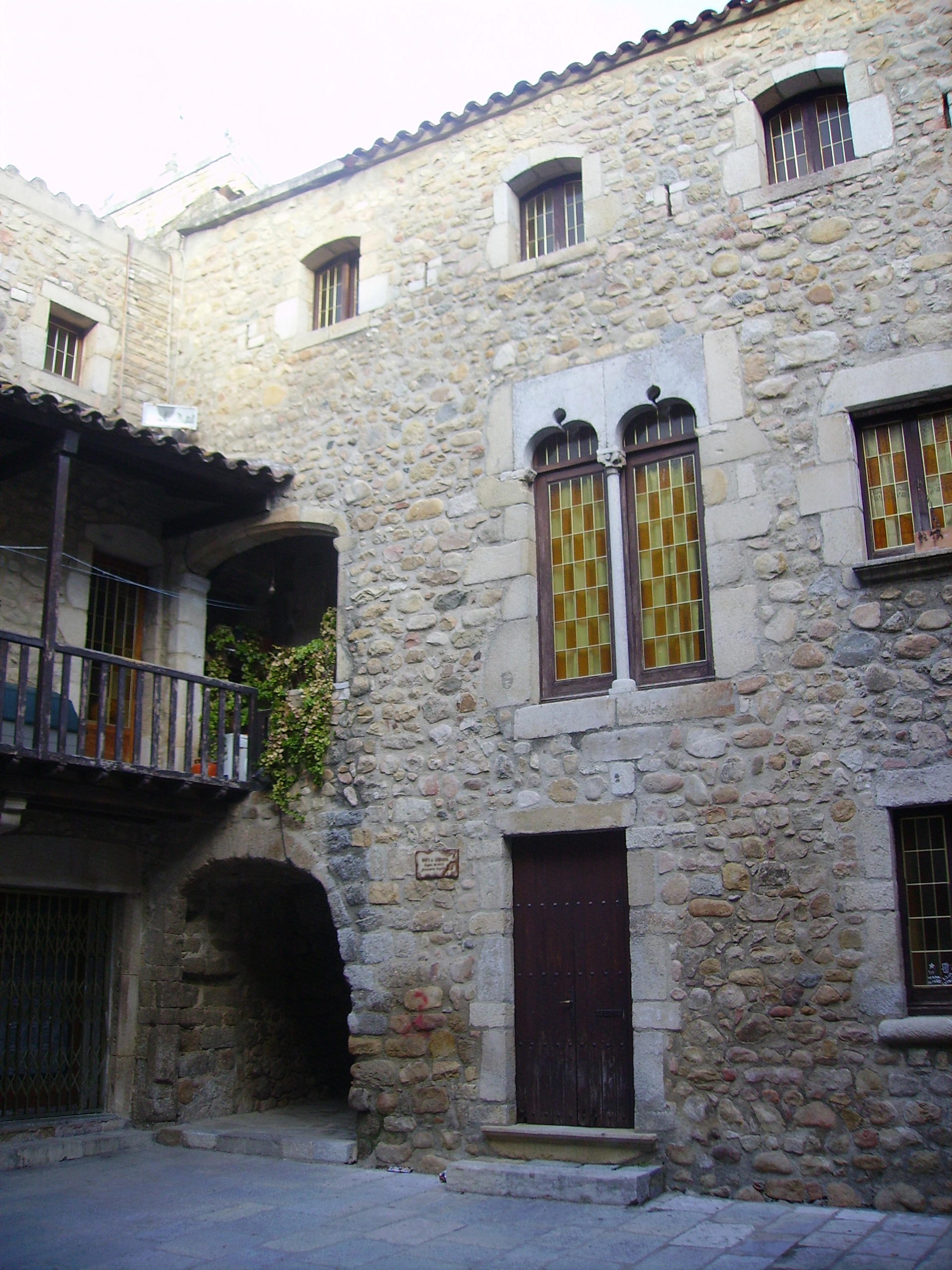
Casa abacial en Breda.

Abad del monasterio de Sant Salvador de Breda (1470-1507), hizo construir la casa abacial gótica y la fachada de la iglesia. 
En el conflicto entre Carlos de Viana y su padre, Juan el Grande, así como durante la guerra civil catalana, mostró una doble cara que le permitió ser sospechoso y aliado al mismo tiempo. Aparece en una lista hecha por el Príncipe de Viana con los nombres de aquellos que le son poco fieles y deben quedar excluidos de ocupar cargos de diputados y oyentes. El rey tampoco confió mucho en él y llegó a poner el monasterio de Breda en manos del general Armendáriz, si bien al final de la guerra, el propio rey fue el que se lo devolvió al abad Miquel Samsó. 
Fue enterrado en el monasterio de Breda.

| Predecesor: Ponç Andreu de Vilar | Diputado eclesiástico de la Diputación del General de Cataluña 1470–1473 | Sucesor: Joan Maurici de Ribes |